# 阿波スズキ販売
阿波スズキ販売株式会社（あわスズキはんばい、英文社名：AWA SUZUKI Inc.）は、スズキの徳島県内における販売会社である。
地場独立資本の会社である徳島三菱自動車販売の関連会社である。

## 沿革
- 2004年（平成16年）7月 - 会社設立。

## 営業所
- アリーナ川内：徳島市川内町
- アリーナ吉野川：吉野川市鴨島町
- アリーナ小松島：小松島市金磯町
- アリーナ徳島論田：徳島市論田町
- アリーナ徳島池田：三好市池田町